# مودوم (النرويج)
مُودِوم (بالنرويجية: Modum)‏ هي إِحدى بلدات مُحافَظة بوسكرود غرب العاصِمة أُوسلُو، مملكة النُروِيج. وتبلُغ مِساحتها حوالي (517 كم²)، ويصلُّ عدد سُكّانها نحوِ 13775 نَسَمَة. يأتي الاسم مُودِوم بمعنى (النَّهْر الكَبِير) من اللُّغة الإسكندنافية القدِيمة.
يقع في قرية آموت التابعة لبلدية مودوم متحف بلافارفيفيركت.

## المُدن التوأم لمُودِوم
تربط مُودِوم عَلاقة توأمة مُدنٌ مَع المُدن التّالِية :
- السويد: مدينة لاوكا.
- فنلندا: مدينة أوسترا جوينج.
- الدنمارك: مدينة ستيفنز.

## صور

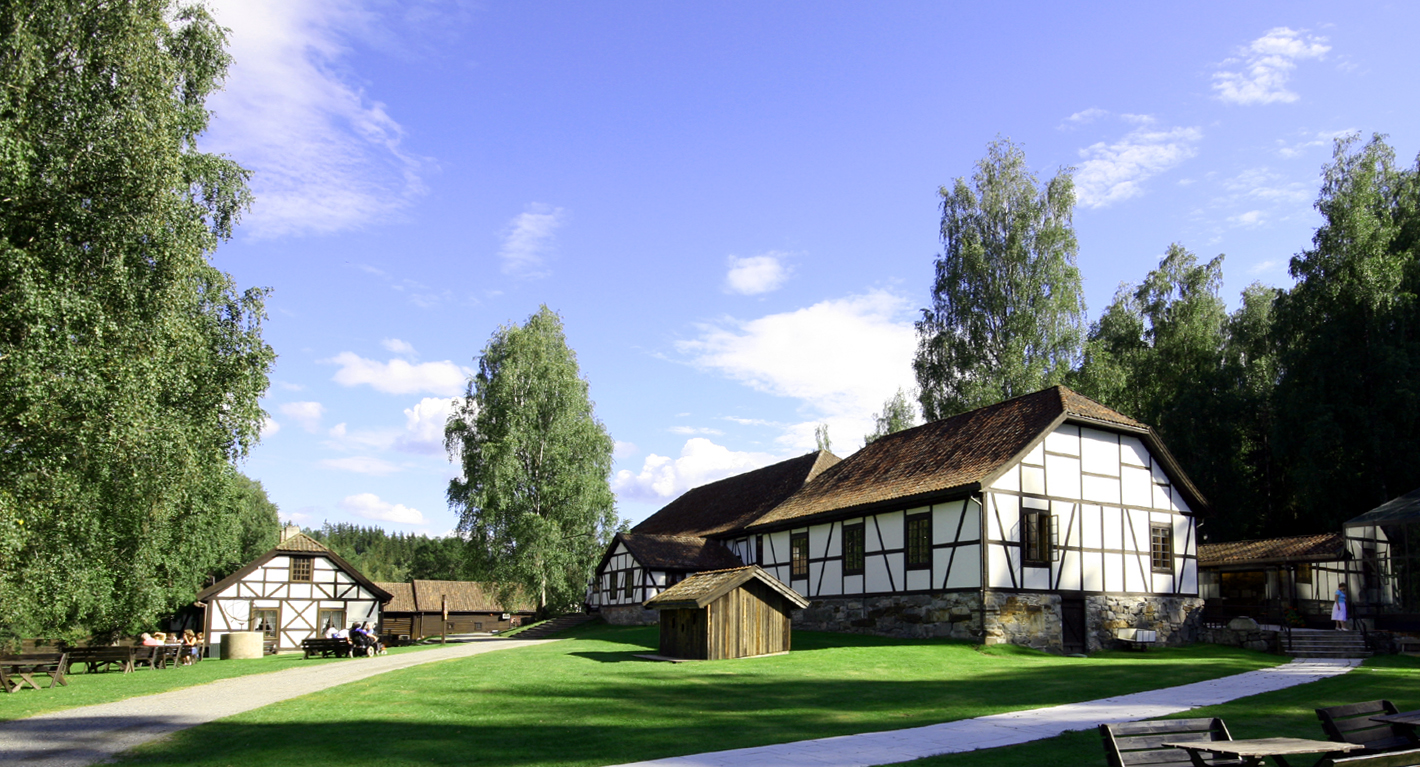
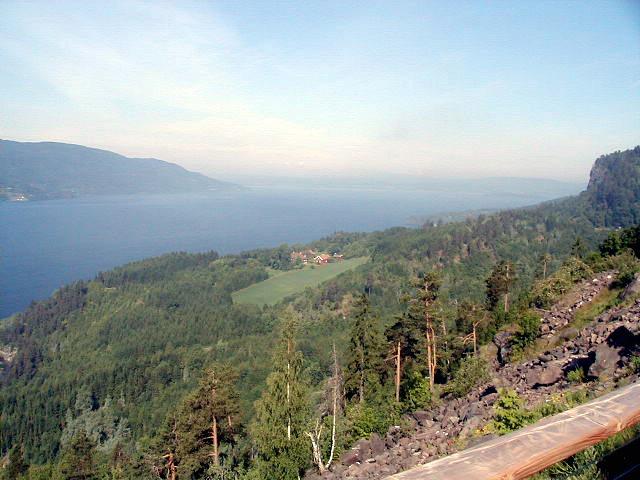
منظر عام للمدينة100. Drammen seet fra Brandposten - NB bldsa AL0100.jpg
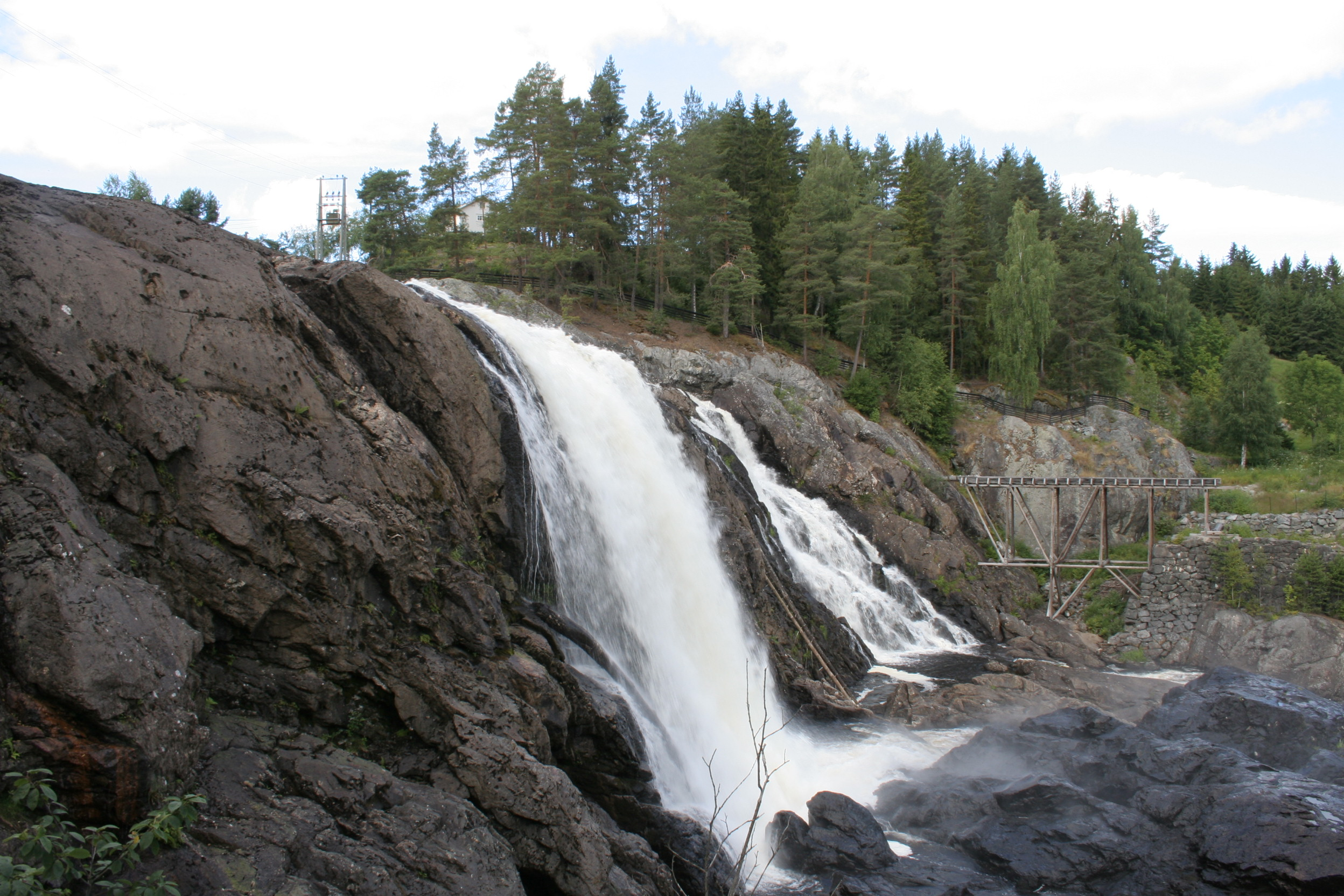

## أعلام
- بيتر كوليت
- هيلدور كروغ
- إرلينغ دايسن
- هانس أندرسن فوس

## روابط خارجية
- الموقع الرسميّ (باللُغة النُروِيجية، والإِنجِلِيزِيَة).
- المَوسُوعةُ النُروِيجية الكُبرى (باللُغة النُروِيجية).